# Цветни омотач
Цветни омотач (перијант) представља листове који опкољавају прашнике и тучак. Код неких биљака нема цветног омотача, већ се у цвету налазе само тучак и прашници и такви цветови се називају ахламидни тј. голи цветови (врсте родова Salix i Carex).

## Подела перијанта
- Хомохламидан (једноставан)
- Хетерохламидан

### Хомохламидан (једноставан) перијант
Код хомохламидног перијанта листићи се налазе у оба круга цветног омотача, а листићи су по облику, боји и др. исти. Такав цветни омотач се назива перигон. Перигон може бити: 
- Круницолик - листићи перигона су живо обојени (код лале, крина, ђурђевка и др.), слични су круници.
- Чашицолик - листићи перијанта су обојени зеленом бојом, ситни су и неупадљиви (код конопље, дуда, коприве и др.).

### Хетерохламидан
Код хетерохламидног чланови два круга перијанта су неједнаки тј. листићи спољашњег дела круга су зелени (чашица), а листићи унутрашњег круга су живо обојени (круница). У овом случају, перијант је двојан.

## Делови перијанта

### Чашица
Чашица (calyx) представља спољшњи круг листића двојног цветног омотача, а од крунице се разликује мањом величином и зеленом бојом. Главна функција чашице јесте да заштити унутрашње нежније и млађе делове цвета, пре његовог отварања, док је још у пупољку. Чашица у већини случајева остаје и после отварања цвета и отпада заједно са круницом. Код неких биљака (јабука, крушка, дуња) чашица заостаје на плоду, док код биљака из рода Papaver (булка, мак) чашица отпада после отварања цвета. Код биљака где су цветови скупљенни у цвасти (Asteraceae, Apiaceae) чашица је слабије развијена, у неким случајевима је преобраћена у длаке или је потпуно редукована. У оваквом случају, цела цваст је споља заштићена нарочитим крупним листићима који чине тзв. општу чашу или инволокрум.

### Круница
Круница (corolla) образује унутрашњи круг цветног омотача, а од чашице се разликује крупнијим и живо обојеним цвеетовима. Главна функција поред тога да донекле заштићује унутрашње делове цвета (прашнике и тучак), јесте да својом бојом, својим обликом, величином и етарским уљима привлачи инсекте и на тај начин потпомаже опрашивање. У том случају од великог значаја су и нектарије, које могу бити различитог порекала.
- Крунични листићи (petalae) могу бити мање или више срасли међу собом, или слободни. Према томе да ли су крунични листићи срасли или слободни, цвет може бити: 
  - Хорипеталан - ако су крунични листићи слободни
  - Симпеталан - ако су крунични листићи срасли

#### Боја круничних листића
Боја највише зависи од антоцијана растворених у ћелијском соку.
- Жута боја - потиче од раствореног антохлора или хромопласта.
- Бела боја - белог пигмента у цвету нема, а бела боја се јавља услед одсуства свих пигмената и тоталне рефлексије свих светлосних зракова.

#### Пуни цветови
Пуни цветови су они код којих је повећан број круничних листића, углавном услед преображаја прашника, а понекад и оплодних листића, у круничне листове (мак, ружа, љутић и др.). Многе биљке са пуним цветовима се гаје као декоративне биљке (на пример ружа).